# Роберт Форстер
Роберт Форстер (англ. Robert Forster; 13 липня 1941 — 11 жовтня 2019) — американський актор.

## Життєпис
Роберт Форстер народився 13 липня 1941 року в місті Рочестер, штат Нью-Йорк. Мати Грейс Дороті Монтанарелла, батько Роберт Воллес Фостер старший, працював дресирувальником слонів у цирку «Ringling Bros. and Barnum & Bailey Circus», а пізніше став керівником компанії з постачання випічки. Батьки Форстера розлучилися 1949 року. Уперше зацікавився акторською грою під час навчання в середній школі Медісон, де він співав і танцював у підлітковому гуртку. 1959 року закінчив коледж Heidelberg, потім здобував освіту в університеті Alfred і — на футбольну стипендію — університеті Рочестера, продовжуючи виступати в студентських театральних постановках. Після здобуття ступеня бакалавра в галузі психології 1963 року, Форстер навчався при театрі East Rochester, де він виступав у таких п'єсах, як «Вестсайдська історія».
Роберт Форстер помер 11 жовтня 2019 року в Лос-Анджелесі від раку мозку.

## Кар'єра
1965 року Роберт переїхав до Нью-Йорка, де його першим великим успіхом стала роль у виставі «Mrs. Dally Has a Lover» разом з Арлін Френсіс. 1967 року дебютував на екрані у фільмі «Відблиски в золотому оці» за участю Елізабет Тейлор і Марлона Брандо. Дістав одну з головних ролей у мелодрамі Гескелла Векслера «Холодним поглядом» (1969). Виконав головні ролі в телесеріалах «Banyon» (1972) і «Nakia» (1974). Також грав у таких фільмах, як фільм жахів «Алігатор» (1980), кримінальний бойовик «Карателі» (1983), бойовик «Загін «Дельта»» (1986).
Був номінований на премію «Оскар» за роль другого плану у фільмі «Джекі Браун» (1997), завдяки чому Роберт став більш затребуваним актором. 2014 року здобув премію «Сатурн» у номінації найкраща гостьова головна роль у телесеріалі «Пуститися берега».
За всю свою кар'єру Форстер зіграв у понад 100 кінострічках.

## Особисте життя
Був одружений з Джун Форстер з 14 травня 1966 по 20 вересня 1975 року, народилося троє дочок: Елізабет (1967), Кейт (1969) і Мейген (1972). Удруге одружився 1978 року на Зівії Форстер, за два роки вони розлучилися. Також має сина Роберта молодшого (1965), від колишньої подруги на ім'я Марлен.

## Фільмографія
| Рік       |     | Українська назва             | Оригінальна назва               | Роль                     |
| --------- | --- | ---------------------------- | ------------------------------- | ------------------------ |
| 1979      | ф   | Чорна діра                   | The Black Hole                  | капітан Ден Голланд      |
| 1980      | ф   | Алігатор                     | Alligator                       | Девід                    |
| 1981      | тф  | Очікування «Голіафа»         | Goliath Awaits                  | командер Джефф Селкірк   |
| 1982      | ф   | Карателі                     | Vigilante                       | Едді Маріно              |
| 1985      | ф   |                              | Walking the Edge                | Джейсон Валк             |
| 1986      | ф   | Загін «Дельта»               | The Delta Force                 | Абдул                    |
| 1986      | с   | Казки з темного боку         | Tales from the Darkside         | Гері Гулі                |
| 1986      | с   | Вона написала вбивство       | Murder, She Wrote               | Гілберт Гастон           |
| 1989      | ф   | Банкір                       | The Banker                      | Ден                      |
| 1991      | ф   | Дипломатична недоторканність | Diplomatic Immunity             | Стоунбрідж               |
| 1993      | ф   | Маніяк-поліцейський 3        | Maniac Cop 3: Badge of Silence  | лікар Пауелл             |
| 1995      | с   | Вокер, техаський рейнджер    | Walker, Texas Ranger            | Ріккі Рікеттс            |
| 1995      | с   | Вона написала вбивство       | Murder, She Wrote               | Френк Руссель            |
| 1996      | в   | Дядя Сем                     | Uncle Sam                       | Конгресмен Каммінгс      |
| 1997      | с   | Вокер, техаський рейнджер    | Walker, Texas Ranger            | Лейн Тілман              |
| 1997      | ф   | Джекі Браун                  | Jackie Brown                    | Макс Чері                |
| 1998      | ф   | Психо                        | Psycho                          | доктор Саймон            |
| 2000      | ф   | Наднова                      | Supernova                       | Ей Джей Марлі            |
| 2000      | ф   | Човен                        | Lakeboat                        | Джо Вітко                |
| 2000      | ф   | Я, знову я та Ірен           | Me, Myself & Irene              | полковник Партінгтон     |
| 2001      | ф   | Малголленд Драйв             | Mulholland Dr.                  | детектив Гаррі Макнайт   |
| 2001      | ф   | Природа людини               | Human Nature                    | детектив Гаррі Макнайт   |
| 2003      | ф   | Афера                        | Confidence                      | Морган Прайс             |
| 2003—2004 | с   | Карен Сіско                  | Karen Sisco                     | маршалл Сіско            |
| 2006      | тф  | 13 могил                     | 13 Graves                       | Том Ферріс               |
| 2006      | ф   | Щасливе число Слевіна        | Lucky Number Slevin             | Мерфі                    |
| 2006      | с   | 4исла                        | Numb3rs                         | агент Томас Ларсон       |
| 2007      | ф   | Війна динозаврів             | D-War                           | Джек                     |
| 2007      | с   | Армійські дружини            | Army Wives                      | Генерал Грейсон          |
| 2007      | с   | Відчайдушні домогосподарки   | Desperate Housewives            | Нік Дельфіно             |
| 2007      | ф   | Чистильник                   | Cleaner                         | Арло Грандж              |
| 2007—2008 | с   | Герої                        | Heroes                          | Артур Петреллі           |
| 2008      | ф   | Біля рідного порога          | Touching Home                   | Джим «Перк» Перкінс      |
| 2008      | мс  | Сімпсони                     | The Simpsons                    | Щасливчик Джим (голос)   |
| 2009      | ф   | Привиди колишніх подружок    | Ghosts of Girlfriends Past      | сержант Волком           |
| 2009      | ф   | Посередники                  | Middle Men                      | Луї ЛА ЛА                |
| 2010      | ф   | Шлях Баннена                 | The Bannen Way                  | містер Бі                |
| 2011      | ф   | Нащадки                      | The Descendants                 | Скотт Торсон             |
| 2012      | с   | Алькатрас                    | Alcatraz                        | Рей Арчер                |
| 2012      | мс  | Трансформери: Прайм          | Transformers: Prime             | генерал Брайс (голос)    |
| 2012—2018 | с   |                              | Last Man Standing               | Бад Бакстер              |
| 2013      | ф   | Падіння Олімпу               | Olympus Has Fallen              | генерал Едвард Клеґґ     |
| 2013      | с   | Пуститися берега             | Breaking Bad                    | Ед Гелбрейт              |
| 2014—2015 | мс  | Черепашки Ніндзя             | Teenage Mutant Ninja Turtles    | Джек Дж. Курцман (голос) |
| 2015      | с   | Бекстром                     | Backstrom                       | шериф Блю Бакстрем       |
| 2016      | с   | Розлучення                   | Divorce                         | Дональд                  |
| 2016      | ф   | Падіння Лондона              | London Has Fallen               | генерал Едвард Клеґґ     |
| 2017      | с   | Твін Пікс: Повернення        | Twin Peaks                      | шериф Френк Трумен       |
| 2017      | ф   | Обітниця мовчання            | Acts Of Vengeance               | Чак                      |
| 2018      | ф   | Дівиця                       | Damsel                          | проповідник              |
| 2018      | ф   | Містер Олімпія               | Bigger                          | Джо 2008                 |
| 2019      | ф   | Ель Каміно                   | El Camino: A Breaking Bad Movie | Ед Гелбрейт              |
| 2019      | док |                              | QT8: The First Eight            | у ролі самого себе       |
| 2020      | с   | Краще подзвоніть Солу        | Better Call Saul                | Ед Гелбрейт              |
| 2020      | ф   | Перевертень                  | The Wolf of Snow Hollow         | Шериф Гадлі              |
| 2020      | с   | Дивовижні історії            | Amazing Stories                 | Джо Гарріс               |